# مهدی فروغ
مهدی فروغ (زاده ۲۳ آبان ۱۲۹۰ در اصفهان، ایران- درگذشته ۳ مهر ۱۳۸۷ در نورت بروک، ایلینوی، ایالات متحده آمریکا) نویسنده، مترجم و موسیقیدان اهل ایران بود. وی بنیانگذار دانشکده هنرهای دراماتیک و تئاتر آکادمیک در ایران بود.

## ترجمه‌ها
برخی از ترجمه‌های وی عبارتنداز:
- ۱- پدر؛ آگوست استریندبرگ، نشر ابن‌سینا تهران۱۳۳۶.
- ۲- باغ‌وحش شیشه‌ای؛ تنسی‌ویلیامز، نشر معرفت و فرانکلین، تهران ۱۳۳۶.
- ۳- اشباح؛ هنریک ایبسن، بنگاه نشر و ترجمه، تهران ۱۳۳۹.
- ۴- خانهٔ عروسک؛ هنریک ایبسن، بنگاه نشر و ترجمه، تهران ۱۳۳۹.
- ۵- فن نمایشنامه‌نویسی؛ لاجوس اِگری، انتشارات زوار، تهران ۱۳۳۶.

1. چگونه از موسیقی لذت ببریم؛ آرون کوپلند
2. مردان موسیقی؛ والاس براکوی و هربرت وانیسک،

- ۸- شاهنامه و ادبیات دراماتیک؛ اداره کل نگارش وزارت فرهنگ و هنر، تهران ۱۳۵۴.
- ۹- قربانی دادن ابراهیم در تعزیه ایرانی، سازمان جشن‌وهنر (متن انگلیسی).